# Hay Lakes
Hay Lakes är en ort i Kanada.   Den ligger i provinsen Alberta, i den centrala delen av landet, 2 800 km väster om huvudstaden Ottawa. Hay Lakes ligger 766 meter över havet och antalet invånare är 425.
Terrängen runt Hay Lakes är platt. Runt Hay Lakes är det mycket glesbefolkat, med 2 invånare per kvadratkilometer.. Det finns inga andra samhällen i närheten. 
Trakten runt Hay Lakes består till största delen av jordbruksmark.